# سرجیو توپی

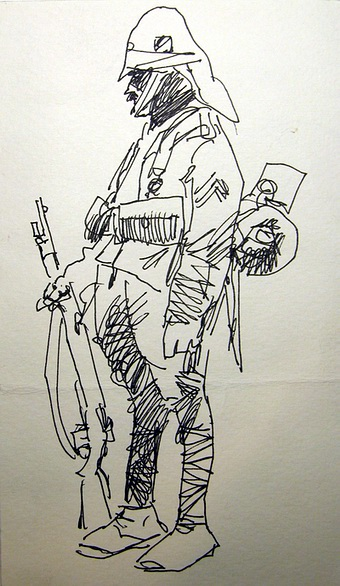
سرباز، اثر سرجیو توپی

سرجیو توپی (۱۱ اکتبر ۱۹۳۲، ۲۱ اگوست ۲۰۱۲) تصویرگر و هنرمند کمیک اهل ایتالیا است.

## حرفه و شغل
توپی در اولین شغل حرفه‌ای خود، به عنوان تصویرگر در ناشر معروف ایتالیایی به نام UTET فعالیت کرد و همکاری‌های متعددی با کمپینهای تبلیغاتی داشت. در سال ۱۹۶۶ اولین کمیک استریپ خود در روزنامه کودکان را انجام داد. کاراکتر اصلی داستان فردی به نام زوری جادوگر بود. بعد از آن با ناشرهای متعددی همکاری و داستانهای خودش را نوشت.
آثار توپی در بسیاری از رسانه‌های ایتالیایی و خارج از ایتالیا دیده می‌شود و کمیک استریپ های او در کتابهای متعددی جمع‌آوری شده‌اند. آخرین همکاری او با ناشری فرانسوی به نام موسکیتو بود.

## سبک کاری
سرجیو توپی هنرمندی خودآموخته بود که آثار او سبکی نوین از خیال‌پردازی و داستان‌پردازی متوالی را پدید آورد و نوع پرداخت به جزئیات و شیوه قلمگذاری خاص او با جوهر مرز هنرهای کمیک را تا حد زیادی جابجا کرد. آثار او تاکنون بر هنر افراد زیادی از معاصران همچون فرانک میلر، والتر سیمونسون، دنیس کاوان، بیل سین کیویچ و اشلی تاثیر گذاشته‌است.